# Guaracava-de-penacho-amarelo
Elénia-de-crista-amarela ou guaracava-de-penacho-amarelo (Myiopagis flavivertex) é uma espécie de ave da família Tyrannidae.
Pode ser encontrada nos seguintes países: Brasil, Equador, Guiana Francesa, Guiana, Peru, Suriname e Venezuela.
Os seus habitats naturais são: pântanos subtropicais ou tropicais.